# Tellem

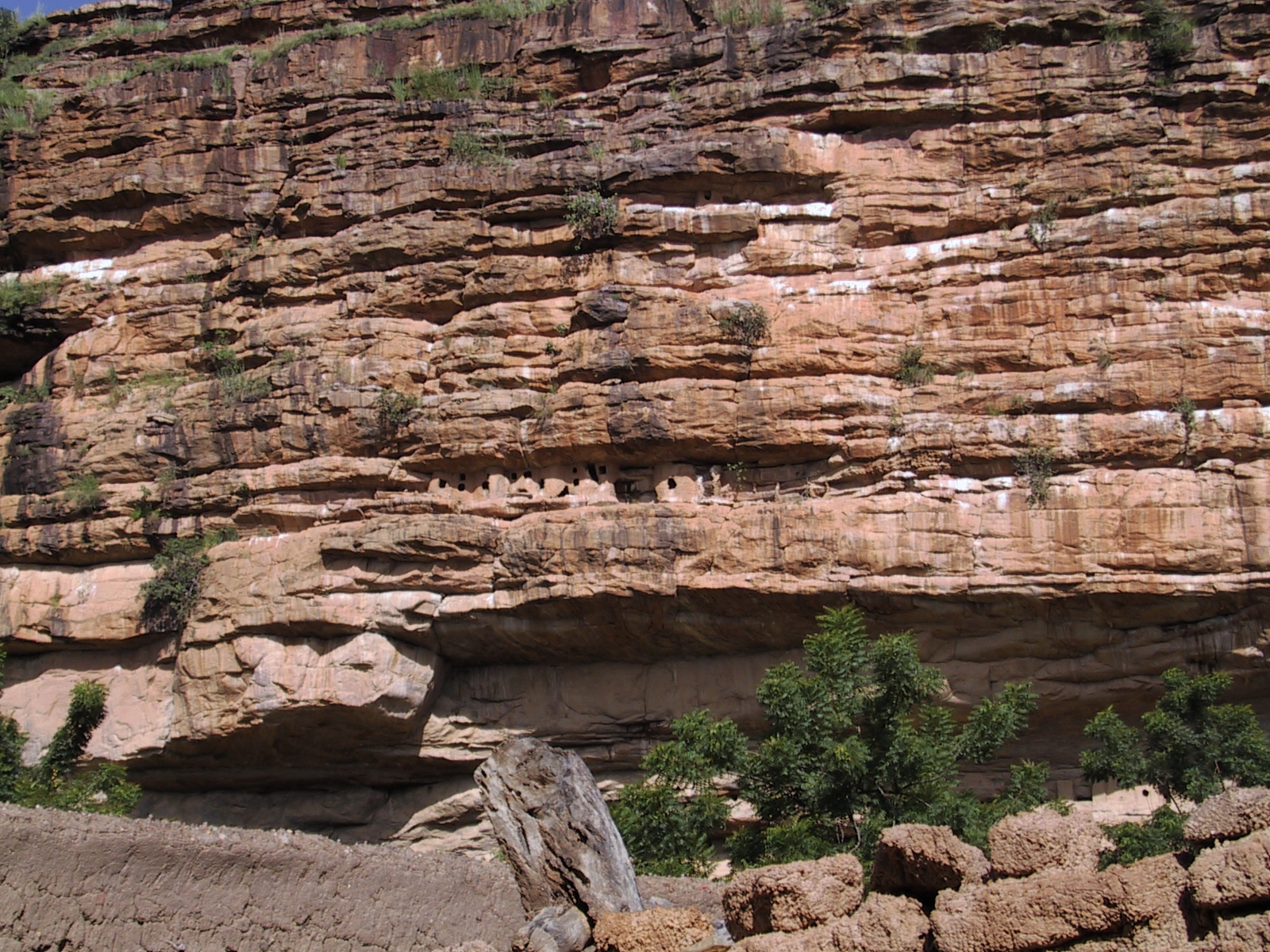
Tellem-Behausungen in der senkrechten Wand der Felsen von Bandiagara

Die Tellem waren eine afrikanische Volksgruppe, die in Westafrika  im Osten von Mali  lebte. Sie wurde
ungefähr im 14. Jahrhundert von den aus Westen migrierenden Dogon verdrängt und zogen sich nach Südwesten, in den Norden des heutigen Burkina Faso zurück, wo sie zu den Ahnen des Kurumba-Volkes wurden.
In Überlieferungen der Dogon werden die Tellem als „zwergenhaftes Volk mit rötlicher Hautfarbe“ beschrieben. Auch Konstruktion, Lage und vor allem Größe ihrer noch immer existierenden Behausungen hoch oben in den unzugänglichen Steilwänden der Felsen von Bandiagara deuten darauf hin, dass es sich um ein Pygmäenvolk handelte. Vermutlich bot die Lage der Behausungen in den Felsen Schutz vor großgewachsenen und berittenen Feinden.
Die erhaltenen Gebäude werden von den Dogon als Lagerräume, Tempel, Grabstätten und Verstecke für Masken und Fetische genutzt.